# Phänomenbereich
Phänomenbereich ist ein in Deutschland seit 2001 von den Sicherheitsbehörden benutzter Begriff, um die unter der Sammelbezeichnung „Politisch motivierte Kriminalität (PMK)“ erfassten Straftaten bundesweit einheitlich zu erheben, zu erfassen und auszuwerten. Das Definitionssystem „Politisch motivierte Kriminalität (PMK)“ sowie die „Richtlinien für den Kriminalpolizeilichen Meldedienst in Fällen Politisch motivierter Kriminalität (KPMD-PMK)“ beruhen auf einem Beschluss der Innenministerkonferenz vom 10. Mai 2001.

## Politisch motivierte Straftaten
Die Polizei unterscheidet bei der politisch motivierten Kriminalität zwischen folgenden fünf Phänomenbereichen:
- Politisch motivierte Kriminalität – links (PMK – links)
- Politisch motivierte Kriminalität – rechts (PMK – rechts)
- Politisch motivierte Kriminalität – religiöse Ideologie
- Politisch motivierte Kriminalität – ausländische Ideologie (PMK-Ausland)
- Politisch motivierte Kriminalität – sonstige (nicht zuzuordnen)

Bis 2016 bildeten ausländische und religiöse Ideologien einen Phänomenbereich.

## Verfassungsschutz
Das Bundesamt für Verfassungsschutz, die Landesbehörden für Verfassungsschutz sowie der Militärische Abschirmdienst unterscheiden die Phänomenbereiche:
- Linksextremismus
- Rechtsextremismus
- Islamismus/islamistischer Terrorismus
- Ausländerextremismus

Die Aufgabe der Spionageabwehr der Verfassungsschutzbehörden bildet keinen Phänomenbereich.